# Канадський дивізіон НХЛ
Канадський дивізіон Національної хокейної ліги було створено у 1926 році після розширення ліги. Він проіснував 12 сезонів до 1936 року, коли лігу було реорганізовано.

## Зміни структури дивізіону

### 1926–1931
- Монреаль Канадієнс
- Монреаль Марунс
- Оттава Сенаторс
- Нью-Йорк Амеріканс
- Торонто Мейпл-Ліфс

#### Зміни з сезону 1925–1926
- НХЛ розбито на два дивізіони: Американський і Канадський.
- Клуб з Торонто змінив назву з Сент-Патрікс на Мейпл-Ліфс

### 1931–1932
- Монреаль Канадієнс
- Монреаль Марунс
- Нью-Йорк Амеріканс
- Торонто Мейпл-Ліфс

#### Зміни з сезону 1930–1931
- Оттава Сенаторс залишили лігу

### 1932–1934
- Монреаль Канадієнс
- Монреаль Марунс
- Нью-Йорк Амеріканс
- Торонто Мейпл-Ліфс
- Оттава Сенаторс

#### Зміни з сезону 1931–1932
- Оттава Сенаторс знову приєдналися до ліги

### 1934–1935
- Монреаль Канадієнс
- Монреаль Марунс
- Нью-Йорк Амеріканс
- Торонто Мейпл-Ліфс
- Сент-Луїс Іглс

#### Зміни з сезону 1933–1934
- Оттава Сенаторс переїхали до Сент-Луїсу, Міссурі і отримали назву Сент-Луїс Іглс

### 1935–1938
- Монреаль Канадієнс
- Монреаль Марунс
- Нью-Йорк Амеріканс
- Торонто Мейпл-Ліфс

#### Зміни з сезону 1934–1935
- Сент-Луїс Іглс припинили своє існування через фінансові проблеми

### Після сезону 1937–1938
Ліга скоротилася до однієї таблиці, повернувшись до формату перед сезоном 1926—1927.

## Переможці дивізіону
- 1927 - Оттава Сенаторс
- 1928 - Монреаль Канадієнс
- 1929 - Монреаль Канадієнс
- 1930 - Монреаль Марунс
- 1931 - Монреаль Канадієнс
- 1932 - Монреаль Канадієнс
- 1933 - Торонто Мейпл-Ліфс
- 1934 - Торонто Мейпл-Ліфс
- 1935 - Торонто Мейпл-Ліфс
- 1936 - Монреаль Марунс
- 1937 - Монреаль Канадієнс
- 1938 - Торонто Мейпл-Ліфс

## Переможці Кубку Стенлі
- 1927 - Оттава Сенаторс
- 1930 - Монреаль Канадієнс
- 1931 - Монреаль Канадієнс
- 1932 - Торонто Мейпл-Ліфс
- 1935 - Монреаль Марунс